# 円田駅
円田駅（えんでんえき）は、静岡県周智郡森町円田にある、天竜浜名湖鉄道天竜浜名湖線の駅である。

## 歴史
- 1988年（昭和63年）3月13日：天竜浜名湖鉄道の駅として新設[1]。

## 駅構造
単式ホーム1面1線を有する地上駅。
無人駅、駅舎は無い。駅北側が高く、南側が低い斜面上にある。

## 利用状況
近年の1日平均乗車人員の推移は以下の通り。
| 乗車人員推移 | 乗車人員推移    |
| 年度         | 1日平均乗車人員 |
| ------------ | --------------- |
| 2008         | 47              |
| 2009         | 45              |
| 2010         | 38              |
| 2011         | 31              |
| 2012         | 37              |
| 2013         | 40              |
| 2014         | 42              |
| 2015         | 33              |
| 2016         | 40              |
| 2017         | 38              |
| 2018         | 36              |

## 駅周辺
住宅が多い。また、北西には遠州森町パーキングエリア及びスマートインターチェンジがある。

## 隣の駅
天竜浜名湖鉄道
■天竜浜名湖線
森町病院前駅 - 円田駅 - 遠江一宮駅